# Barakaldo CF
A Barakaldo CF, teljes nevén Barakaldo Club de Fútbol spanyolországi, baszkföldi labdarúgócsapatot 1917-ben alapították, 2017/18-ban a harmadosztályban szerepel. Székhelye Barakaldo városa.

## Jelenlegi keret
| #  |     | Poszt | Név               |
| -- | --- | ----- | ----------------- |
| 1  | ESP | K     | Igor Etxebarrieta |
| 2  | ESP | V     | Ian Uranga        |
| 3  | ESP | V     | Héctor Peña       |
| 4  | ESP | V     | Xabi Pereda       |
| 5  | ESP | V     | Asier Elorriaga   |
| 6  | ESP | KP    | Antón Olondo      |
| 7  | ESP | KP    | Txiki Fernández   |
| 8  | ESP | KP    | Koldo Garcés      |
| 9  | ESP | CS    | Rubén Negredo     |
| 10 | ESP | CS    | Asier Eizagirre   |
| 11 | ESP | CS    | Urko Arroyo       |

| #  |     | Poszt | Név                |
| -- | --- | ----- | ------------------ |
| 12 | ESP | KP    | José Oya           |
| 13 | ESP | K     | Jon Ander          |
| 14 | ESP | KP    | Sebastian Oliveros |
| 15 | FRA | KP    | Mathieu Bouyer     |
| 16 | ESP | V     | Álvaro Martínez    |
| 17 | ESP | KP    | Aritz Requejo      |
| 18 | ESP | V     | Alex Blanco        |
| 19 | ESP | CS    | Roberto Platero    |
| 20 | ESP | KP    | Garrido            |
| 21 | ESP | CS    | Aitor Ramos        |
| 22 | ESP | V     | Fran Pérez         |

## Statisztika
| Szezon  | Osztály | Poz. | Copa del Rey |
| ------- | ------- | ---- | ------------ |
| 1929    | 3ª      | 9.   |              |
| 1929/30 | 3ª      | 1.   |              |
| 1930/31 | 3ª      | 1.   |              |
| 1931/32 | 3ª      | 2.   |              |
| 1932/33 | 3ª      | 2.   |              |
| 1933/34 | 3ª      | 2.   |              |
| 1934/35 | 3ª      | 6.   |              |
| 1935/36 | 3ª      | 3.   |              |
| 1939/40 | 2ª      | 5.   |              |
| 1940/41 | 2ª      | 11.  |              |
| 1941/42 | 2ª      | 6.   |              |
| 1942/43 | 2ª      | 5.   |              |
| 1943/44 | 2ª      | 11.  |              |
| 1944/45 | 2ª      | 14.  |              |
| 1945/46 | 3ª      | 3.   |              |
| 1946/47 | 2ª      | 11.  |              |
| 1947/48 | 2ª      | 9.   |              |
| 1948/49 | 2ª      | 5.   |              |
| 1949/50 | 2ª      | 10.  |              |
| 1950/51 | 2ª      | 12.  |              |

| Szezon  | Osztály | Poz. | Copa del Rey |
| ------- | ------- | ---- | ------------ |
| 1951/52 | 2ª      | 5.   |              |
| 1952/53 | 2ª      | 7.   |              |
| 1953/54 | 2ª      | 2.   |              |
| 1954/55 | 2ª      | 6.   |              |
| 1955/56 | 2ª      | 10.  |              |
| 1956/57 | 2ª      | 18.  |              |
| 1957/58 | 3ª      | 1.   |              |
| 1958/59 | 2ª      | 6.   |              |
| 1959/60 | 2ª      | 9.   |              |
| 1960/61 | 2ª      | 15.  |              |
| 1961/62 | 3ª      | 9.   |              |
| 1962/63 | 3ª      | 1.   |              |
| 1963/64 | 3ª      | 1.   |              |
| 1964/65 | 2ª      | 9.   |              |
| 1965/66 | 2ª      | 16.  |              |
| 1966/67 | 3ª      | 3.   |              |
| 1966/67 | 3ª      | 2.   |              |
| 1968/69 | 3ª      | 7.   |              |
| 1969/70 | 3ª      | 5.   |              |
| 1970/71 | 3ª      | 4.   |              |

| Szezon  | Osztály | Poz. | Copa del Rey |
| ------- | ------- | ---- | ------------ |
| 1971/72 | 3ª      | 1.   |              |
| 1972/73 | 2ª      | 8.   |              |
| 1973/74 | 2ª      | 10.  |              |
| 1974/75 | 2ª      | 15.  |              |
| 1975/76 | 3ª      | 2.   |              |
| 1976/77 | 3ª      | 1.   |              |
| 1977/78 | 2ª      | 4.   |              |
| 1978/79 | 2ª      | 19.  |              |
| 1979/80 | 2ªB     | 1.   |              |
| 1980/81 | 2ª      | 19.  |              |
| 1981/82 | 2ªB     | 6.   |              |
| 1982/83 | 2ªB     | 14.  |              |
| 1983/84 | 2ªB     | 18.  |              |
| 1984/85 | 3ª      | 4.   |              |
| 1985/86 | 3ª      | 2.   |              |
| 1986/87 | 3ª      | 4.   |              |
| 1987/88 | 3ª      | 1.   |              |
| 1988/89 | 2ªB     | 2.   |              |
| 1989/90 | 2ªB     | 10.  |              |
| 1990/91 | 2ªB     | 7.   |              |

| Szezon  | Osztály | Poz. | Copa del Rey |
| ------- | ------- | ---- | ------------ |
| 1991/92 | 2ªB     | 7.   |              |
| 1992/93 | 2ªB     | 2.   |              |
| 1993/94 | 2ªB     | 4.   |              |
| 1994/95 | 2ªB     | 13.  |              |
| 1995/96 | 2ªB     | 7.   |              |
| 1996/97 | 2ªB     | 3.   |              |
| 1997/98 | 2ªB     | 1.   |              |
| 1998/99 | 2ªB     | 3.   |              |
| 1999/00 | 2ªB     | 4.   |              |
| 2000/01 | 2ªB     | 12.  |              |
| 2001/02 | 2ªB     | 1.   |              |
| 2002/03 | 2ªB     | 2.   |              |
| 2003/04 | 2ªB     | 14.  |              |
| 2004/05 | 2ªB     | 7.   |              |
| 2005/06 | 2ªB     | 15.  |              |
| 2006/07 | 2ªB     | 6.   |              |
| 2007/08 | 2ªB     | 4.   |              |
| 2008/09 | 2ªB     | 10.  |              |
| 2009/10 | 2ªB     | 11.  |              |
| 2010/11 | 2ªB     | —    |              |

## Ismertebb játékosok
- Octavio Basso
- Ion Ansotegui
- Armando
- Agustín Bata
- Luis María Echeberría
- Javier Escalza
- Guillermo Gorostiza
- José Ignacio Oñaederra
- Venancio Pérez
- Manuel Sarabia
- Juan Ugarte
- Ion Vélez
- Telmo Zarra
- Rob Davies

## Külső hivatkozások
- Hivatalos weboldal (spanyolul)
- Futbolme (spanyolul)